# Moldavanskoye
Moldavanskoye (del ruso: Молдаванское) es un selo del raión de Krymsk del krai de Krasnodar, en Rusia. Está situado en las vertientes septentrionales del extremo de poniente del Cáucaso Occidental, a orillas del río Gechepsin, afluente del Adagum, de la cuenca del Kubán, 12 km al nordeste de Krymsk y 71 km al oeste de Krasnodar. Tenía 3 277 habitantes 2010.
Es cabeza del municipio Moldavanskoye, al que pertenecen asimismo Sauk-Dere, Damanka, Novokrymski, Rúskoye, Krasni, Dolgozhdanovski, Podgorni, Vinogradni, Svoboda, Pérvenets, Mekerstuk, Léninski, Gornovesioli, Ordzhonikidze, Trudovói, Projladni, Miliutinski y Bezvodni.

## Historia
La localidad fue fundada en 1872 por colonos moldavos de Besarabia que huían del Imperio otomano. Hasta 1920 formaba parte del otdel de Temriuk del óblast de Kubán.

## Lugares de interés
En la localidad se halla la iglesia ortodoxa Sviatói velikomuchenitsy Tatiany, de piedra blanca. A seis kilómetros de la localidad se hallana aguas yodo-silíceas de propiedades medicinales.

## Economía
La población cuenta con viñedos en los alrededores y una bodega donde se elaboran vinos secos, semisecos y dulces.